# Czerwona Glinka
Czerwona Glinka – fragment orograficznie lewego zbocza w górnej części Doliny pod Czerwoną Glinką w Tatrach Bielskich na Słowacji. Jest to usypisko powstałe z kruchych skał Smrekowego Działu tworzącego ograniczenie doliny. Ściany mają wysokość do 30 m, a poniżej nich  ciągnie się piarżysko Czerwonej Glinki. Od wylotu znajdującego się ściankach Smrekowego Działu komina ciągnie się przez Czerwoną Glinkę żlebek, który jest najwyższą częścią orograficznie lewego ramienia Doliny pod Czerwoną Glinką. Dolną częścią tego żlebku spływa Luba Woda.
Nazwa zbocza pochodzi od występującej na dużej jego części czerwonej gleby. Przez Czerwoną Glinkę przebiega dawna, znakowana ścieżka turystyczna od schroniska pod Szarotką przez Przełęcz nad Czerwoną Glinką do Wspólnej Pastwy. Obecnie jednak ścieżkę tę poprowadzono inaczej.